# مارگرت روینگ
مارگرت روینگ (به انگلیسی: Margaret Roding) یک روستا و محله مدنی در بریتانیا است که در آتلزفورد واقع شده‌است.